# Amica di scuola
Amica di scuola è un brano musicale della cantante Patrizia Bulgari, pubblicato come singolo nel 1992.
Il brano fu presentato al Festival di Sanremo nella sezione "Nuove proposte", classificandosi in quinta posizione.
L'autore è Gianni Ciarella, che per scrivere il brano si è fatto trasportare dai racconti dai ricordi della Bulgari ai tempi in cui frequentava l'università a Bologna, da quelle emozioni da lei vissute nel periodo tra l'adolescenza e l'età adulta. Sara, la ragazza del brano, è una delle tante persone che, a causa delle tante violenze subite nella sua vita, non riesce a costruirsi un futuro.

## Classifiche
| Paese  | Posizione massima |
| ------ | ----------------- |
| Italia | 27                |